# 戴维·斯皮格霍尔特
戴维·斯皮格霍尔特爵士（英語：Sir David John Spiegelhalter，1953年8月16日—）是一位英国统计学家，剑桥大学丘吉尔学院教授。